# Mainbach (Rednitz)

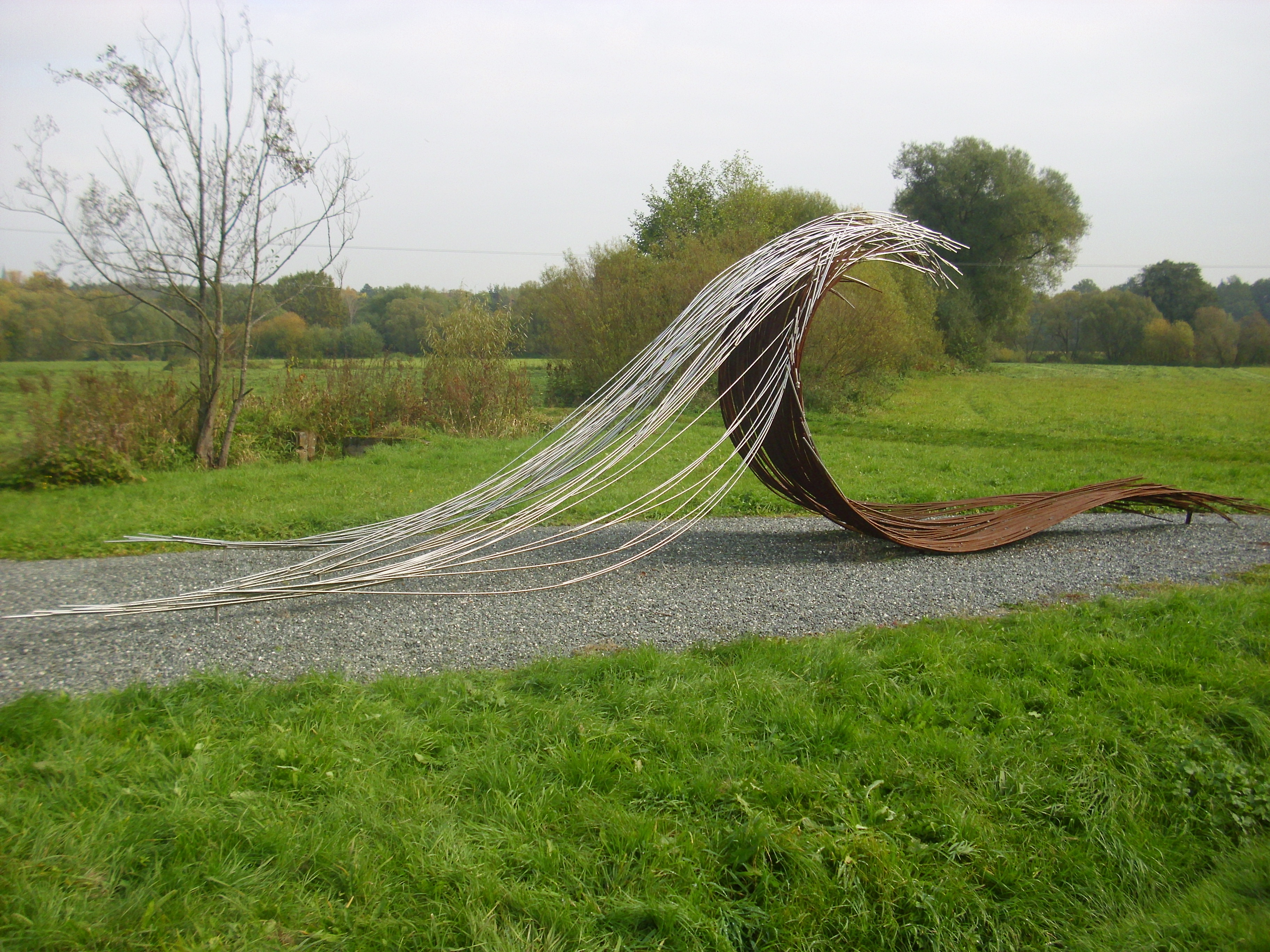
Kunstwerk „die Welle“ an der Mündung

Der Mainbach ist ein kleines ganzjähriges Fließgewässer 3. Ordnung, das am nördlichen Rande des Heidenberges in den Gebieten von Kammerstein, Schwabach und Rednitzhembach im mittelfränkischen Landkreis Roth in Bayern fließt und zwischen Plöckendorf und Rednitzhembach von links in die Rednitz mündet.

## Name
Der Bach wird 1255 („am Fluss Mewn“) erstmals schriftlich genannt. Der Name wurde vermutlich vom Hauptfluss Main übertragen.

## Geographie

### Verlauf
Der Mainbach entsteht in den Auen am Südrand des Kammersteiner Ortes Haag auf etwa 368 m ü. NHN, fließt über seinen gesamten Lauf recht genau östlich und sammelt dabei als Vorfluter alle Wald- und Wiesenbäche zwischen Kammerstein und Rednitzhembach. Etwa 700 Meter nach seinem Ursprung nimmt er unterhalb von Haag im Bereich eines halben Dutzends fischwirtschaftlich genutzter Weiher mit einer Fläche von etwa 1,2 Hektar von Südwesten her seinen mit etwa 1,3 km längeren rechten Quellast auf, der auf etwa 373 m ü. NHN einen Kilometer östlich von Kammerstein am nördlichen Abhang des Heidenberges im Forst Hölle seinen Lauf beginnt.
Anschließend verstärken den Mainbach die gereinigten Abwässer der Haager Kläranlage. Weitere zwei Kilometer abwärts streift er den südlichen Ortsrand von Obermainbach, unterquert die Staatsstraße 2224, um dann einige künstlich angelegte Weiher sowie den circa drei Hektar großen Mühlweiher bei Weihersmühle zu durchfließen. Nach weiteren 500 Metern mündet bei Walpersdorf von rechts der Otterbach ein, sein größter Zufluss, der die östlichen Abhänge des Heidenberges entwässert. Nach dem Zusammenfluss passiert der Mainbach südlich den Rednitzhembacher Ortsteil Untermainbach, unterquert die Trassenführung der S-Bahn S2 Roth – Altdorf, durchfließt teilweise verdolt den östlichen Teil Untermainbachs und mündet nach weiteren 700 Metern von links auf einer Höhe von 318 m ü. NHN in die Rednitz.

### Einzugsgebiet
Der Mainbach entwässert sein Einzugsgebiet um den Heidenberg mit einer Fläche von etwa 22,4 km² ostwärts zur Rednitz. Vier Fünftel davon sind waldbestanden.

### Zuflüsse
- (Anderer Quellast), von rechts und Südwesten östlich von Haag im Bereich der Fischteiche, ca. 1,3 km und ca. 1,5 km². Entsteht auf etwa 373 m ü. NHN einen Kilometer östlich von Kammerstein am nördlichen Abhang des Heidenberges im Forst Hölle.
Der Mainbach selbst ist am Zusammenfluss erst etwa 0,7 km lang, trägt jedoch ca. 1,8 km zum Einzugsgebiet bei.
- Otterbach, von rechts und Westsüdwesten in Walpersdorf, ca. 4,6 km mit dem längsten Quellast und ca. 6,0 km². Entsteht auf etwa 414 m ü. NHN im Wald des Heidenbergs westsüdwestlich von Ungerthal am Quellensteig.
- (Auengraben), von rechts und Süden kurz vor der Mündung, ca. 3,1 km. Unbeständig wasserführender Graben neben der Rednitz.

## Natur

### Gewässergüte
Auf dem gesamten Verlauf gilt der Mainbach als kritisch belastet.

### Fauna
Vor allem der Quellbereich des rechten Mainbach-Quellasts wird in der Dämmerung häufig von Rehwild als Tränke aufgesucht. In seinem unteren Teil bildet er hauptsächlich ein Refugium für Insekten, anspruchsarme Amphibien, Kleinkrebse, Schnecken und Kleinfische. Gelegentlich sind in ungestörten Lagen auch manche wasserliebende kleine Brutvögel anzutreffen.

## Sehenswürdigkeiten
- Am Oberlauf des Mainbaches, am Heidenberg befindet sich der 14 Kilometer lange, sogenannte Sagenwanderweg. Einer Überlieferung nach soll dort seit 453 n. Chr. der Hunnenkönig Attila begraben liegen.
- In den Rednitzhembacher Ortsteilen findet sich der Rednitzhembacher Kunstweg; im Mündungsgebiet bspw. Lichtvier (siehe Bild oben) und die Welle (Bild rechts).